# Ісленьєв Іван Іванович
Іван Іванович Ісленьєв (нар. 18 березня 1738 — 22 лютого 1784) — російський астроном та геодезист, ад'юнкт Географічного департаменту Санкт-Петербурзької Академії Наук.

## Життєпис
Народився 18 березня 1738 року в старовинній родині. Його дід Степан Іванович Ісленьєв та батько Іван Степанович були в XVII столітті воєводами. Був вихованцем Санкт-Петербурзької академії наук. У Літопису Російської академії наук є згадка, що 25 грудня Іван Ісленьєв проходив іспит з геодезії та морської справи. Відомо, що Ісленьєв був співробітником Географічного департаменту Імператорської академії наук за спеціальностями — геодезія та астрономія.
22 жовтня 1767 року на засіданні в Академії вирішили організувати 8 експедицій для спостереження проходження Венери по диску Сонця, яке мало відбутися в 1769 році. У 1768 році був відправлений в Якутськ для спостереження проходу Венери по диску Сонця. У 1769—1772 роках капітан геодезії Ісленьєв спільно з ад'ютантом Географічного департаменту Ф. Чорним проводив астрономічні дослідження в Сибіру (до Якутська), займалися збором географічних і природно-історичних відомостей. Справили інструментально-математичне визначення координат Барнаула, Змеїногорська, Коливань, Усть-Каменогорськ, Семипалатинська, основних рудників і басейнів рр. Алеа, Ульбі, Іртиша; представили шляхові журнали, карти, плани, таблиці, листові замальовки. Звіт Ісленьєва з'явився окремо: «Спостереження з нагоди проходження Венери по сонцю, в Якуцькі встановлені etc.» (СПб., 1769) і в «Коментарях» Академії наук (т. XIV, 1770).
У червні 1770 Ісленьєв надсилає до Академії журнал з метеорологічними і астрономічними спостереженнями. Румовський Степан Якович в цей час представляє в Академії роботи Ісленьєва по визначенню широт і довгот сибірських місцевостей, зроблені ним у 1770 році. У березні 1772 в «Літопису» значиться рапорт Ісленьєва з Ізмаїла. У жовтні 1772 року Ісленьєв повідомляє Академії обчислені їм координати Бухареста, Бреїли, Фокшани і Ясс. Потім він їде в Кременчук, Бессарабію, Волощину і Молдову. 10 березня 1774 року в Академії представлений журнал астрономічних і метеорологічних спостережень майора Івана Ісленьєва за 1773 в Києві. Роботи Ісленьєва з геодезії та астрономії численні і різноманітні. Він склав ряд карт для нового Атласу за методикою Михайла Ломоносова, які вперше спиралися на комплекс точних астрономічних і математичних вимірів. Склав перший каталог подвійних зірок, займався збором географічних і природно-історичних відомостей. Автор «Генеральная карта Азовской губернии с ее уездами, сочиненная И. Исленьевым, 1782 г.».